# Université du Botswana

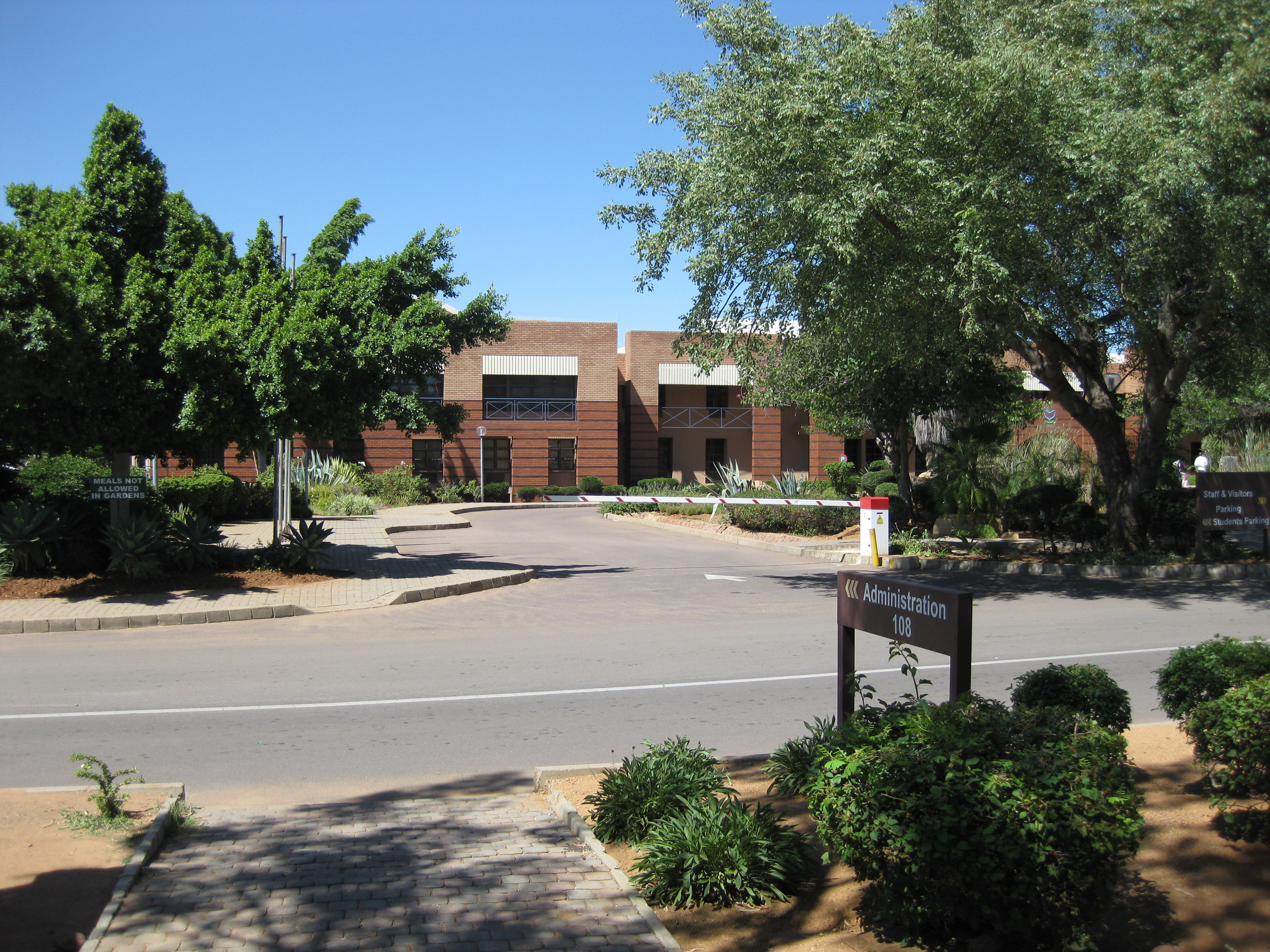
Administration de l'université du Botswana.

L'université du Botswana (University of Botswana en anglais), ou UB, est une université publique située à Gaborone, la capitale du Botswana.

## Historique
Initialement, l'université du Botswana, du Lesotho et du Swaziland (UBLS) avait son siège au Lesotho entre 1964 et 1975. En 1976, le nom s'est transformé en « université du Botswana et du Swaziland » pour devenir, en 1982, « université du Botswana ».

## Composition
L'université du Botswana est composée de six facultés :
- Faculté de commerce
- Faculté d'éducation
- Faculté d'ingénierie et de technologie
- Faculté des sciences humaines
- Faculté des sciences
- Faculté des sciences sociales

## Anciens enseignants et anciens élèves
- Athalia Molokomme est à la fois une ancienne étudiante et une ancienne enseignante en droit de l'université.
- Siyanda Mohutsiwa, blogueuse, autrice et conférencière botswanaise.
- Ellinah Wamukoya, évêque anglicane.
- Bogolo Kenewendo, économiste et femme politique botswanaise.
- Duma Boko, diplômé en 1993, élu président du Botswana en 2024[6].